# Dolni tjiflik
Dolni tjiflik (bulgariska: Долни чифлик) är en ort i Bulgarien.   Den ligger i kommunen Obsjtina Dolni tjiflik och regionen Oblast Varna, i den östra delen av landet, 400 km öster om huvudstaden Sofia. Dolni tjiflik ligger 23 meter över havet och antalet invånare är 7 169.
Terrängen runt Dolni tjiflik är platt åt nordost, men åt sydväst är den kuperad. Dolni tjiflik ligger nere i en dal. Runt Dolni tjiflik är det ganska glesbefolkat, med 35 invånare per kvadratkilometer.. Dolni tjiflik är det största samhället i trakten.
I omgivningarna runt Dolni tjiflik växer i huvudsak lövfällande lövskog.